# Sveta Petka
Sveta Petka (Sveta Paraskeva, Pyatnitsa, Pyetka ili takozvana Petka Trnovska), kršćanska je svetica koja je rođena u gradu Epivatu, koji se nalazio između Silimvrije i Carigrada u Trakiji polovinom desetog stoljeća. Za pravoslavce je svetica i čudotvorka, a Crkva je slavi 14. listopada po starom, odnosno 27. listopada po novom kalendaru. Ovu Paraskevu južnoslavenski narodi (Hrvati, Srbi, Makedonci i Bugari) obično zovu sveta Petka. Imala je brata koji se zvao Eutimije. Još kao djevojčica, dok je s majkom odlazila u crkvu čula je riječi Evanđelja: "Hoće li tko za mnom, neka se odrekne samoga sebe, neka uzme svoj križ i neka ide za mnom." (Mk 8,34), a zbog toga ona svim srcem je pripadala Bogu i kada je bila odrasla osoba pridružila se grupi bogobojaznih slugu Božjih. 
Nakon smrti svojih roditelja, Petka, željna pustinjačkog života napustila je roditeljski dom i otišla u Carigrad, a zatim se zaputila u Jordansku pustinju. U svojoj dubokoj starosti otišla je u Epivat i živjela još samo dvije godine, a za to vrijeme redovito je molila i često postila dok se u jedanaestom stoljeću predstavila Bogu. Pokopali su je u grobu odvojenom od gradskog groblja po kršćanskom običaju.
Širom Srbije se i veliki broj ljekovitih izvora koji su posvećeni svetoj Petki. Ta čudotvorna i ljekovita voda liječi sve bolesnike koji vjeruju u Boga. Čudotvorne moći (relikvije) svete Petke nalaze se u rumunjskom gradu Jašiju, osim dva prsta šake koji su u kapeli Svete Petke na Kalemegdanu.

## Štovanje svete Petke kod katolika
Neki pravoslavci su prelazili u rimokatolicizam i obrnuto, pa su tragovi toga ostali u raznim oblicima. Tako se u kalendaru Srpske pravoslavne crkve jasno vide tragovi rimskog kalendara, gdje se na dan Sv. Stefana Dečanskog spominje Mratindan, a toga dana katolici slave Sv. Martina. I Miholjdan, na dan svetog Kirjaka Otšelnika nema veze s Kirjakom, kako srpska crkva želi prikazati, nego s danom kada katolici slave Sv. Mihovila. Prelazak pravoslavnih na rimokatolicizam u kontekstu proslavljanja Sv. Petke se od rimske crkve rješavalo na tri načina. Ili su se crkve Sv. Petke preimenovale u crkve Sv. Ane, ili se na mjesto Sv. Petke spominjala Sv. Veneranda, ili je ostao naziv crkve Sv. Petka, a da je crkva katolička. Kult mnogih kršćanskih svetaca je povezan s poganskim kultovima i kultovi tih starih božanstva su transformirani i prenašani na određene svetce kršćanske crkve. Tako je štovanje božice Venere prešlo na Sv. Petku ili Venerandu. Povezanost nije samo jezička, jer Petka je povezana s petkom (na grčkom Παρασκευή - paraskevi je petak, Venera i Veneranda je u vezi s venerdi - petak na talijanskom) nego imamo i mjesta gdje se prvo štovala božica Venera, a u nastavku prepodobna Paraskeva ili u narodu poznata i kao Sv. Petka. Dva brežuljka u Dubrovniku pod imenom Petka čuvaju spomen na nekadašnji kult Sv. Petke u tom kraju, a mjesto je poznato i po ostatcima hrama božice Venere na njegovom vrhu. U 15. je stoljeću, a moguće i prije, na mjestu urušenog hrama stajala crkvica Sv. Petke, po kojoj je i dobila ime. Gornji Brgat kod Dubrovnika danas ima dvije crkve Sv. Ane, a nekada se starija crkva Sv. Ane zvala crkva Sv. Petke. Sveta Ana stara, kao crkva Sv. Petke potječe iz 1348. g. Prvi put se spominje 1366. I kod sela Rastušja kod Slavonskog Broda je do Domovinskog rata bila pravoslavna kapela Sv. Petke, gdje se vjerni narod sa svećenikom svake godine, na dan Sv. Petke, okupljao kod izvora i kapele Sv. Petke. Nakon što je srušena, na tom mjestu je podignut kip Sv. Ane, ali je povratkom pravoslavnog svećenika, nakon Domovinskog rata, prostor vraćen Srpskoj pravoslavnoj crkvi. Razlog zbog kojeg se crkve Sv. Petke preimenuju u Sv. Anu je taj što pravoslavci štuju prepodobno-mučenicu Paraskevu - Petku, 8. kolovoza po gregorijanskom ili 26. srpnja po julijanskom kalendaru, a Sv. Anu katolici štuju 26. srpnja. Spičansko Polje kod Sutomora (Sutomore nosi naziv po katoličkoj crkvi Sv. Marije u Sutomoru, sut je svet) na jednom brežuljku ima pravoslavno-katoličku crkvu Sv. Petke, koja ima dva oltara, glavni, pravoslavni i desno od ulaza, manji, katolički oltar. U vrijeme vlasti Mlečana, nastojalo se da pravoslavne crkve postanu katoličke, pa su u pravoslavne crkve dograđivani i katolički oltari. Na tom katoličkom oltaru je velika ikona Sv. Venerande (Santa Veneranda - Sveta Petka). Gornji Šušanj (Vitići) kod Bara, na vrhu brda ima katoličku crkvu pod imenom Sv. Petka s katoličkim grobljem oko crkve. Vicko Zmajević i drugi barski nadbiskupi su je u svojim pismima, izvještajima... zvali crkva Sv. Veneranda. Ta crkva se nalazi u blizini ilirske gromile (na vrhu brda grob s gomilom kamenja, Velja mogila) što dokazuje da je i u ilirska vremena ovaj prostor imao sakralnu vrijednost. Hrvatski rimokatolici u katoličkom kalendaru nemaju svetu Petku (pod tim imenom), kao ni svetu Marinu, koja se navodi pod imenom Sveta Margareta. Šimun Milinović je zapisao da se mjesto Marina kod Trogira tako zove po crkvi Svete Marine, koja i danas postoji pod tim imenom, na ulazu u mjesto. Pravoslavni Srbi je štuju i danas pod imenom Svete mučenice Marine ili Ognjene Marije.